# Gouvernement Bourassa I
Pour les articles homonymes, voir Gouvernement Bourassa.
 (janvier 2025).
La mise en forme du texte ne suit pas les recommandations de Wikipédia : il faut le « wikifier ».
Les points d'amélioration suivants sont les cas les plus fréquents. Le détail des points à revoir est peut-être précisé sur la page de discussion.
- Les titres sont pré-formatés par le logiciel. Ils ne sont ni en capitales, ni en gras.
- Le texte ne doit pas être écrit en capitales (les noms de famille non plus), ni en gras, ni en italique, ni en « petit »…
- Le gras n'est utilisé que pour surligner le titre de l'article dans l'introduction, une seule fois.
- L'italique est rarement utilisé : mots en langue étrangère, titres d'œuvres, noms de bateaux, etc.
- Les citations ne sont pas en italique mais en corps de texte normal. Elles sont entourées par des guillemets français : « et ».
- Les listes à puces sont à éviter, des paragraphes rédigés étant largement préférés. Les tableaux sont à réserver à la présentation de données structurées (résultats, etc.).
- Les appels de note de bas de page (petits chiffres en exposant, introduits par l'outil «  Source ») sont à placer entre la fin de phrase et le point final[comme ça].
- Les liens internes (vers d'autres articles de Wikipédia) sont à choisir avec parcimonie. Créez des liens vers des articles approfondissant le sujet. Les termes génériques sans rapport avec le sujet sont à éviter, ainsi que les répétitions de liens vers un même terme.
- Les liens externes sont à placer uniquement dans une section « Liens externes », à la fin de l'article. Ces liens sont à choisir avec parcimonie suivant les règles définies. Si un lien sert de source à l'article, son insertion dans le texte est à faire par les notes de bas de page.
- La présentation des références doit suivre les conventions bibliographiques. Il est recommandé d'utiliser les modèles {{Ouvrage}}, {{Chapitre}}, {{Article}}, {{Lien web}} et/ou {{Bibliographie}}. Le mode d'édition visuel peut mettre en forme automatiquement les références.
- Insérer une infobox (cadre d'informations à droite) n'est pas obligatoire pour parachever la mise en page.

Pour une aide détaillée, merci de consulter Aide:Wikification.
Si vous pensez que ces points ont été résolus, vous pouvez retirer ce bandeau et améliorer la mise en forme d'un autre article.
| Gouvernement Bertrand | Gouvernement Bertrand | Gouvernement Bertrand | Gouvernement Bourassa (1er) | Gouvernement Bourassa (1er) | Gouvernement Bourassa (1er) | Gouvernement Bourassa (1er) | Gouvernement Bourassa (1er) | Gouvernement Bourassa (1er) | Gouvernement Bourassa (1er) | Gouvernement Bourassa (1er) | Gouvernement Bourassa (1er) | Gouvernement Bourassa (1er) | Gouvernement Bourassa (1er) | Gouvernement Bourassa (1er) | Gouvernement Bourassa (1er) | Gouvernement Bourassa (1er) | Gouvernement Bourassa (1er) | Gouvernement Bourassa (1er) | Gouvernement Bourassa (1er) | Gouvernement Bourassa (1er) | Gouvernement Bourassa (1er) | Gouvernement Lévesque | Gouvernement Lévesque | Gouvernement Lévesque |
| 28e législature       | 28e législature       | 28e législature       | 29e législature             | 29e législature             | 29e législature             | 29e législature             | 29e législature             | 29e législature             | 29e législature             | 29e législature             | 29e législature             | 29e législature             | 30e législature             | 30e législature             | 30e législature             | 30e législature             | 30e législature             | 30e législature             | 30e législature             | 30e législature             | 30e législature             | 31e législature       | 31e législature       | 31e législature       |
| 1969                  | 1969                  | 1970                  | 1970                        | 1970                        | 1971                        | 1971                        | 1971                        | 1972                        | 1972                        | 1972                        | 1973                        | 1973                        | 1973                        | 1974                        | 1974                        | 1974                        | 1975                        | 1975                        | 1975                        | 1976                        | 1976                        | 1976                  | 1977                  | 1977                  |

Le premier gouvernement de Robert Bourassa, devenu premier ministre du Québec à la suite de la victoire du Parti libéral du Québec aux élections générales du 29 avril 1970, s'est étendu du 12 mai 1970 au 26 novembre 1976. Il obtint plus tard un second mandat, de 1985 à 1994.

## Caractéristiques
Dès ses débuts, la priorité du gouvernement Bourassa est le développement économique. Durant la campagne électorale de 1970, le premier ministre s'était engagé à créer 100 000 emplois. En 1971, il annonce la construction des complexes hydroélectriques de la Baie James. Il fait construire des autoroutes et des édifices publics et aide à l'érection des installations olympiques pour les Jeux de 1976.
Le domaine social n'est pas oublié. Il instaure l'assurance-maladie, fait adopter les lois sur la Protection du Consommateur et le Conseil du statut de la femme. Il crée également l'aide juridique et la Division des petites créances de la Cour du Québec, communément appelée Cour des petites créances.
Bien que fédéraliste, ses relations avec Ottawa ne sont pas très cordiales. En 1971, il refuse de signer la Charte de Victoria sur le renouvellement de la Constitution, ce que le premier ministre canadien Trudeau ne semble pas lui pardonner. Dans les années suivantes, Ottawa et Québec s'opposent sur la juridiction de la câblovision et sur la protection de la culture.
Les relations avec les syndicats ne sont guère plus cordiales. Au cours des deux rondes de négociations de 1972 et de 1976, le gouvernement Bourassa doit affronter un Front commun qui n'hésite pas à déclencher des grèves illégales dans la fonction publique. Les conflits de travail sont également très durs sur les chantiers de la Baie James et sur ceux des installations olympiques.
Au cours des dernières années, le mécontentement de la population se fait de plus en plus sentir vis-à-vis le régime. Déjà, lors de la Crise d'Octobre, il apparaissait comme étant à la remorque du gouvernement Trudeau. En 1974, la loi 22 lui met à dos les allophones, déçus des tests linguistiques, ainsi que les nationalistes francophones, qui trouvent que la loi ne va pas assez loin. Les grèves syndicales et les tensions sociales semblent démontrer son incapacité à gérer les crises. À l'automne 1976, il n'a plus la cote du public, tenté par un Parti québécois qui promet maintenant un référendum avant d'accéder à la souveraineté.

## Chronologie

### Premier mandat (1970–1973)
- 12 mai 1970 : assermentation du cabinet Bourassa devant le lieutenant-gouverneur, Hugues Lapointe.
- 9 juin–19 décembre 1970 : première session de la 29e législature. On y adopte la Loi sur l'assurance-maladie, parrainée par Claude Castonguay, malgré l'opposition des médecins. On adopte également la Loi sur la protection du consommateur.
- Octobre 1970 : la crise d'Octobre ébranle le gouvernement Bourassa ainsi que tout le Québec.
- 7 novembre 1970 : inauguration du pont Pierre-Laporte.
- 1er mai 1971 : Robert Bourassa annonce le projet de développement des ressources hydroélectriques de l'immense bassin de la Baie James. Le coût est évalué à 6 ou 7 milliards de dollars.
- 14 juin 1971 : conférence constitutionnelle de Victoria. Pierre Trudeau propose une formule de modification de la Constitution devant requérir l'appui d'une majorité des provinces ainsi qu'une juridiction fédérale-provinciale quasi-conjointe en matière de sécurité sociale. Bourassa donne son accord de principe mais fait volte-face quelques jours plus tard. Selon lui, les propositions concernant les pouvoirs législatifs en matière de sécurité sociale sont ambigües.
- 14 juillet 1971 : la loi créant la Société de développement de la Baie James est adoptée.
- Automne 1971 : la loi abaissant l'âge de la majorité de 21 à 18 ans est adoptée.
- 1972 : Création des Centres locaux de services communautaires (CLSC).
- Janvier 1972 : les syndicats de la fonction publique forment un Front commun afin de négocier collectivement leurs conditions de travail.
- 11 avril 1972 : les 210 000 employés de la fonction publique en grève générale.
- 16 avril 1972 : Québec intente des poursuites judiciaires contre les syndicats refusant d'obtempérer à l'ordre de retour au travail. Le 21, le Front commun cesse la grève.
- 5 mai 1972 : les Indiens de la Baie James intentent une procédure afin de déclarer inconstitutionnelle la loi créant la Société de développement industrielle.
- 8 mai 1972 : les trois chefs des centrales syndicales, reconnus coupables d'outrage au tribunal, sont condamnés à 12 mois d'emprisonnement.
- Automne 1972: Jérôme Choquette annonce la formation d'une Commission d'enquête sur le crime organisé (CECO).
- 11 octobre 1972 : entente de principe avec les employés du secteur public.
- 1er février 1973 : début des audiences de la CECO.
- 1973 : la quatrième session de la 29e législature voit la création du Conseil du statut de la femme.

### Second mandat (1973–1976)
- 29 octobre 1973 : le Parti libéral remporte l'élection générale avec 54,7 % des voix et 102 députés sur 110. Avec 30,2 % des voix, le Parti québécois ne récolte que 6 circonscriptions. L'Union nationale est rayée de la carte.
- 21 mars 1974 : les dirigeants de la FTQ-Construction incitent des fiers-à-bras à saccager le chantier de LG-2 à la Baie James. Ils font pour près de $35 millions de dégâts.
- 18 avril 1974 : Robert Cliche, Brian Mulroney et Guy Chevrette président une Commission d'enquête sur l'exercice de la liberté syndicale dans l'industrie de la construction, en réponse aux événements de la Baie James.
- 21 mai 1974 : dépôt du projet de loi 22, faisant du français la langue officielle du Québec. L'imposition de tests d'aptitude aux écoliers allophones qui veulent s'inscrire à l'école anglophone provoque un tollé dans cette minorité. Cependant, les nationalistes s'y opposent aussi car ils ne la trouvent pas assez restrictive.
- 30 juillet 1974 : adoption de la loi 22.
- 17 novembre 1974 : à son cinquième congrès, le Parti québécois décide d'inscrire à son programme un référendum comme préalable à l'objectif de souveraineté du Québec. C'est l'« étapisme » de Claude Morin.
- 9 janvier 1975 : inauguration de Radio-Québec.
- 6 mai 1975 : le rapport de la Commission Cliche est rendu public. Les agissements de la FTQ-Construction sur les chantiers s'apparentent à de la corruption et à du banditisme. Il blâme la complaisance de certains entrepreneurs et le laisser-aller du gouvernement.
- 27 juin 1975 : l'Assemblée nationale adopte la Charte des droits et libertés de la personne.
- 26 septembre 1975 : déçu d'avoir été muté à l'Éducation, Jérôme Choquette démissionne.
- 4 octobre 1975 : inauguration de l'aéroport de Mirabel.
- 11 novembre 1975 : Québec signe la Convention de la Baie James avec les Amérindiens de la région. Ceux-ci cèdent leurs territoires ancestraux pour $225 millions.
- 14 novembre 1975 : Québec prend en main l'organisation des Jeux olympiques de Montréal.
- 1976 : la seconde ronde de négociations entre Québec et le Front commun donne lieu à des grèves tournantes qui durent des mois.
- 5 mars 1976 : à la veille d'une rencontre avec Bourassa, Trudeau déclare à des journalistes : « Il paraît qu'il mange rien que des hot-dogs, celui-là ». Il refuse de l'aider à éponger le déficit des Jeux et menace de rapatrier unilatéralement la Constitution si les négociations n'aboutissent pas.
- 25 mai 1976 : Rodrigue Biron élu chef de l'Union nationale.
- 17 juillet-2 août 1976 : Jeux olympiques de Montréal.
- 18 octobre 1976 : Robert Bourassa annonce des élections générales pour le 15 novembre.
- 15 novembre 1976 : à la surprise générale, le Parti québécois remporte l'élection avec 71 députés et 41,4 % des voix. Les libéraux obtiennent 26 députés avec 33,8 % du vote mais Bourassa perd dans sa circonscription de Mercier. Le restant des sièges est réparti entre l'Union nationale (11 députés), le Ralliement créditiste de Camil Samson (1 député) et le Parti national populaire de Jérôme Choquette (1 député).

## Composition

### Premier mandat (1970–1973)

#### Composition initiale (12 mai 1970)
| Fonction | Titulaire | Titulaire                | Parti   |
| --- | --------- | ------------------------ | ------- |
| Premier ministre Ministre des Finances |           | Robert Bourassa          | Libéral |
| Ministre des Affaires culturelles |           | François Cloutier        | Libéral |
| Ministre des Affaires intergouvernementales Ministre de l'Industrie et du Commerce                                                                               |           | Gérard D. Lévesque       | Libéral |
| Ministre des Affaires municipales Ministre des Travaux publics                                                                                                   |           | Maurice Tessier          | Libéral |
| Ministre de l'Agriculture et la Colonisation |           | Normand Toupin           | Libéral |
| Ministre des Communications Ministre responsable du Haut-Commissariat à la Jeunesse, aux Loisirs et aux Sports Ministre responsable de l'Office Franco-Québécois |           | Jean-Paul L'Allier       | Libéral |
| Ministre des Institutions financières, Compagnies et Coopératives Ministre de la Justice                                                                         |           | Jérôme Choquette         | Libéral |
| Ministre de l'Éducation |           | Guy Saint-Pierre         | Libéral |
| Ministre de la Famille et du Famille et du Bien-être social Ministre de la Santé                                                                                 |           | Claude Castonguay        | Libéral |
| Ministre de la Fonction publique Adjoint au Ministre des Finances                                                                                                |           | Raymond Garneau          | Libéral |
| Ministre de l'Immigration Ministre du Travail et de la Main-d'œuvre                                                                                              |           | Pierre Laporte           | Libéral |
| Ministre du Revenu |           | William Tetley           | Libéral |
| Ministre des Richesses naturelles |           | Jean-Gilles Massé        | Libéral |
| Ministre des Terres et Forêts |           | Kevin Drummond           | Libéral |
| Ministre du Tourisme, de la Chasse et de la Pêche |           | Claire Kirkland-Casgrain | Libéral |
| Ministre des Transports |           | Georges-Émery Tremblay   | Libéral |
| Ministre de la Voirie |           | Bernard Pinard           | Libéral |
| Ministres d'État |           |                          |         |
| Ministre d'État à la Famille et au Bien-être social |           | Gérald Harvey            | Libéral |
| Ministre d'État à l'Industrie et au Commerce |           | Claude Simard            | Libéral |
| Ministre d'État à la Santé |           | Robert Quenneville       | Libéral |
| Ministre d'État |           | Oswald Parent            | Libéral |
| Ministre d'État |           | Victor Goldbloom         | Libéral |
| Fonctions parlementaires |           |                          |         |
| Leader parlementaire |           | Pierre Laporte           | Libéral |

Aucun solliciteur général n'est nommé lors de la constitution du gouvernement, le poste restant vacant jusqu'au 11 février 1971.

#### Remaniements et ajustements subséquents

##### Remaniement du1eroctobre 1970
- Raymond Garneau : ministre des Finances et ministre de la Fonction publique ;
- William Tetley : ministre des Institutions financières, Compagnies et Coopératives ;
- Gérald Harvey : ministre du Revenu ;
- Bernard Pinard : ministre des Travaux publics et ministre de la Voirie.

##### Remaniement du6 octobre 1970
- Jean-Paul L'Allier : ministre des Communications, ministre de la Fonction publique, ministre responsable du Haut-Commissariat à la Jeunesse, aux Loisirs et aux Sports et ministre responsable de l'Office franco-québécois.

##### Remaniement du29 octobre 1970
- Roy Fournier : ministre d'État ;
- François Cloutier : ministre de l'Immigration ;
- Jean Cournoyer : ministre du Travail et de la Main-d'œuvre.

##### Ajustement du22 décembre 1970
Claude Castonguay est nommé ministre des Affaires sociales à la suite du remplacement du ministère de la Santé et du ministère de la Famille et du Bien-être social par le ministère des Affaires sociales. Robert Quenneville est nommé ministre d'État aux Affaires sociales.

##### Remaniement du11 février 1971
- Robert Bourassa : premier ministre, ministre des Affaires intergouvernementales ;
- Roy Fournier : solliciteur général ;
- Oswald Parent : ministre d'État aux Affaires intergouvernementales ;
- Robert Quenneville : ministre d'État aux Affaires sociales et ministre d'État responsable du placement étudiant et du retour au travail des assistés sociaux.

##### Nomination du4 mai 1971
- Jean Bienvenue :  ministre d'État (sans portefeuille)

##### Remaniement du25 novembre 1971
- Bernard Pinard : ministre des Transports, ministre des Travaux publics et ministre de la Voirie ;
- Georges-Émery Tremblay : ministre d'État responsable de l'Office des autoroutes du Québec.

##### Remaniement du2 février 1972
- Gérard D. Levesque : vice-premier ministre et ministre des Affaires intergouvernementales ;
- Claire Kirkland-Casgrain : ministre des Affaires culturelles ;
- François Cloutier : ministre de l'Éducation ;

##### Remaniement du15 février 1972
- Jean Bienvenue : ministre de l'Immigration ;
- Guy Saint-Pierre : ministre de l'Industrie et du Commerce et ministre du Tourisme, de la Chasse et de la Pêche ;
- Claude Simard : ministre d'État à l'Industrie et au Commerce et ministre d'État au Tourisme, à la Chasse et à la Pêche.

##### Remaniement du12 février 1972
- Jean-Paul L'Allier : ministre des Communications ;
- Jean Cournoyer : ministre de la Fonction publique et ministre du Travail et de la Main-d’œuvre.

##### Remaniement du31 octobre 1972
- Claude Simard : ministre du Tourisme, de la Chasse et de la Pêche ;
- Raymond Mailloux : ministre d'État.

##### Remaniement du21 février 1973
- François Cloutier : ministre des Affaires culturelles ;
- Victor Goldbloom : ministre des Affaires municipales ;
- Oswald Parent : ministre de la Fonction publique ;
- Jean Cournoyer : ministre du Travail et de la Main-d’œuvre ;
- Maurice Tessier : ministre des Travaux publics ;
- Bernard Pinard : ministre des Transports et ministre de la Voirie.

### Second mandat (1973–1976)

#### Composition initiale (13 novembre 1973)
| Fonction | Titulaire | Titulaire            | Parti   |
| --- | --------- | -------------------- | ------- |
| Premier ministre                                                                                                 |           | Robert Bourassa      | Libéral |
| Vice-premier ministre Ministre des Affaires intergouvernementales                                                |           | Gérard D. Levesque   | Libéral |
| Ministre des Affaires culturelles                                                                                |           | Denis Hardy          | Libéral |
| Ministre des Affaires municipales et de l'Environnement                                                          |           | Victor Goldbloom     | Libéral |
| Ministre des Affaires sociales                                                                                   |           | Claude Forget        | Libéral |
| Ministre de l'Agriculture                                                                                        |           | Normand Toupin       | Libéral |
| Ministre des Communications Ministre responsable de l'Office Franco-Québécois pour la jeunesse                   |           | Jean-Paul L'Allier   | Libéral |
| Ministre de l'Éducation                                                                                          |           | François Cloutier    | Libéral |
| Ministre des Finances                                                                                            |           | Raymond Garneau      | Libéral |
| Ministre de la Fonction publique Ministre d'État aux Affaires intergouvernementales Ministre d'État aux Finances |           | Oswald Parent        | Libéral |
| Ministre de l'Immigration                                                                                        |           | Jean Bienvenue       | Libéral |
| Ministre de l'Industrie et du Commerce                                                                           |           | Guy Saint-Pierre     | Libéral |
| Ministre des Institutions financières, Compagnies et Coopératives                                                |           | William Tetley       | Libéral |
| Ministre de la Justice                                                                                           |           | Jérôme Choquette     | Libéral |
| Ministre des Transports Ministre des Travaux publics et de l'Approvisionnement                                   |           | Raymond Mailloux     | Libéral |
| Ministre du Travail et de la Main d'œuvre                                                                        |           | Jean Cournoyer       | Libéral |
| Ministre du Revenu                                                                                               |           | Gérald Harvey        | Libéral |
| Ministre des Richesses naturelles                                                                                |           | Gilles Massé         | Libéral |
| Ministre des Terres et Forêts                                                                                    |           | Kevin Drummond       | Libéral |
| Ministre du Tourisme, de la Chasse et de la Pêche                                                                |           | Claude Simard        | Libéral |
| Ministres d'État                                                                                                 |           |                      |         |
| Ministres d'État aux Affaires municipales                                                                        |           | Georges Vaillancourt | Libéral |
| Ministres d'État aux Affaires sociales                                                                           |           | Lise Bacon           | Libéral |
| Ministres d'État au Conseil exécutif                                                                             |           | Fernand Lalonde      | Libéral |
| Ministre responsable du Haut-commissariat à la Jeunesse, aux Loisirs et aux Sports                               |           | Paul Phaneuf         | Libéral |
| Ministres d'État responsable de l'Office du développement de l'est du Québec                                     |           | Robert Quenneville   | Libéral |
| Ministres d'État à l'Office de planification et de développement du Québec                                       |           | Bernard Lachapelle   | Libéral |
| Ministres d'État aux Transports                                                                                  |           | Paul Berthiaume      | Libéral |
| Fonctions parlementaires                                                                                         |           |                      |         |
| Leader parlementaire                                                                                             |           | Gérard D. Levesque   | Libéral |

Aucun solliciteur général n'est nommé lors de la constitution du gouvernement, le poste restant vacant jusqu'au 30 juillet 1975.

#### Remaniements et ajustements subséquents
Remaniement le 30 juillet 1975
- Gérard D. Levesque : ministre de la Justice
- François Cloutier : ministre des Affaires intergouvernementales
- Jérôme Choquette : ministre de l'Éducation
- Jean-Paul L'Allier : ministre des Affaires culturelles
- Kevin Drummond : ministre de l'Agriculture
- William Tetley : ministre des Travaux publics et Approvisionnements
- Fernand Lalonde : solliciteur général[5]
- Denis Hardy : ministre des Communications
- Jean Cournoyer : ministre des Richesses naturelles
- Normand Toupin : ministre des Terres et Forêts
- Gérald Harvey : ministre du Travail et de la Main-d’œuvre
- Lise Bacon : ministre des Consommateurs, Compagnies et Coopératives
- Robert Quenneville : ministre du Revenu
- Julien Giasson : ministre d'État aux Affaires sociales

Remaniement le 26 septembre 1975
- Raymond Garneau : ministre des Finances, ministre de l'Éducation

Remaniement le 20 janvier 1976
- Jean Bienvenue : ministre de l'Éducation
- Lise Bacon : ministre de l'Immigration, ministre des Consommateurs, Compagnies et Coopératives

## Sources
- Paul-André Linteau, René Durocher, Jean-Claude Robert et François Ricard, Histoire du Québec contemporain, t. 2, Boréal Express, 1986.
- Louis La Rochelle, En flagrant délit de pouvoir, Boréal Express, 1982.
- Don Murray et Vera Murray, De Bourassa à Lévesque, Quinze, 1978.